# チン・ジュヒョン
チン・ジュヒョン （陳 柱亨、本名：김 진태（キム・ジンテ）、1994年 11月24日 - ）は、 大韓民国の俳優である。

## 学歴
- 建国大学校

## 出演作

### ドラマ
- シリウス（2012年、KBS2） - ビョンテク役
- スキャンダル：非常に衝撃的で不道徳な事件（2013年、MBC） - ク刑事役
- アイアンマン～君を抱きしめたい（2014年、KBS2） - ジョンジュン役
- ユミの部屋（2015年、O'live） - ホヨンナム役
- シンデレラと四人の記事（2016年、tvN）
- 花郎（2016年-2017年、KBS2） - キム・ジャンヒョン役
- あやしいパートナー〜Destiny Lovers〜（2017年、SBS） - コ・チャノ役
- 医心伝心～脈あり!恋あり?～（2017年、tvN） - 朴会長の息子役（友情出演）
- 明日も晴れ（2018年、KBS1） - イ・ハンギョル役
- 復讐の渦（2023年、MBC）-ムン・ドヒョン役
- スキャンダル（2024年、KBS）-キム・ソッキ役

### 映画
- 夢（2011年）
- 救国の鋼鉄隊列（2012年）
- ジャッカルが来る（2012年） -  図書館の人役
- 樹木葬（2012年） - ジョンフン子役
- ドクター（2013年） -  配信の人役
- Lala (Live Again, Love Again)（2018年） - 形式役

## 広告
- 2011年 K-Swiss - 春モデル
- 2012年 ニューバランス - デーライフ広告モデル
- 2015年 ヒュンダイグループ 広告モデル
- 2015年 LGユープラス 広告モデル
- 2015年 K wave 6月号
- 2016年 不滅の戦士2ウィナーズ 広告モデル

## 賞とノミネート
| 年度 | 授賞式      | 部門       | 作品 | 結果 |
| ---- | ----------- | ---------- | --- | ---- |
| 2018 | KBS演技大賞 | 新人俳優賞 | style="background: #FFE3E3; color: black; vertical-align: middle; text-align: center; " class="no table-no2 notheme"\|ノミネート |      |